# Гонконзький міжнародний кінофестиваль
Гонконзький міжнародний кінофестиваль (англ. Hong Kong International Film Festival, кит.: 香港国際映画祭, HKIFF) — один з найстаріших азійських кінофестивалів, заснований 1976 року

## Історія
У 1970-х роках Дарвін Чень, на той час директор Гонконзького бюро у справах культури, запропонував Міській раді заснувати Гонконзький міжнародний кінофестиваль. Перший кінофестиваль, організований Міською радою 1977 року, на якому було показано 37 фільмів, був пробним, аудиторія становила всього близько 16 000 осіб, а місцем показу було приміщення мерії Гонконгу.
У зв'язку з великим успіхом першого кінофестивалю масштаби 2-го кінофестивалю були розширені. З 4-го фестивалю час проведення перенесено з літа на березень-квітень. Після 6-го фестивалю участь у Гонконзькому міжнародному кінофестивалі почала брати КНР. З 1987 року (11-й фестиваль) на Гонконзькому міжнародному кінофестивалі вперше представлені тайванські фільми. На 14-му фестивалі основним місцем показу став нещодавно збудований Гонконзький культурний центр, і вперше фільмами, що відкривали та закривали фестиваль, було обрано роботи спільного виробництва Гонконгу, КНР і Тайваню. 2003 року, на 27-му кінофестивалі вперше запроваджено титульне спонсорство комерційних організацій, а з 2005 року кінофестиваль почав працювати як самостійна організація і відбувається в рамках щорічної Гонконзької кіно- та телевиставки.
На початку існування Гонконзького міжнародного кінофестивалю його організатором була Міська рада Гонконгу. 2000 року, у зв'язку з переходом Гонконгу під юрисдикцію КНР і розпуском Міської ради, кінофестиваль перейшов під опіку Департаменту дозвілля та культурних послуг при уряді Спеціального адміністративного району Гонконг. У 2001 році 25-й Гонконзький міжнародний кінофестиваль вперше був організований спільно Департаментом дозвілля та культурних послуг і Гонконзькою радою з розвитку мистецтв. З 2002 по 2004 рік фестивалем займалася Рада з розвитку мистецтв Гонконгу, а з 2005 року — Товариство Гонконзького міжнародного кінофестивалю. Окрім фестивалю, Товариство щорічно організовує Гонконзький азійський форум з інвестицій у кіно (HAF).

## Конкурс
Конкурсна програма Гонконзького міжнародного кінофестивалю складається з трьох категорій:
- конкурс молодого кіно (з 2019 року конкурс поділено на секції «Китайська мова» та «Світ»)[5]
- конкурс документального кіно
- конкурс короткометражних фільмів.

Результати визначаються трьома окремими журі, що складаються з професіоналів кіноіндустрії: кінокритиків, режисерів та делегатів інших кінофестивалів. Переможці отримують премію «Жар-птиця». Окрім «Жар-птиці», фестиваль започаткував з 1999 року приз ФІПРЕССІ для сприяння молодим талантам в азійському кіно. З 41-го фестивалю (2017) існує приз глядацьких симпатій. Глядачі, що придбали квитки та фестивальні абонементи, мають змогу голосувати за улюблені фільми.